# 2384 Schulhof
2384 Schulhof (1943 EC1) là một tiểu hành tinh vành đai chính được phát hiện ngày 2 tháng 3 năm 1943 bởi Marguerite Laugier ở Nice.